# بوركالا

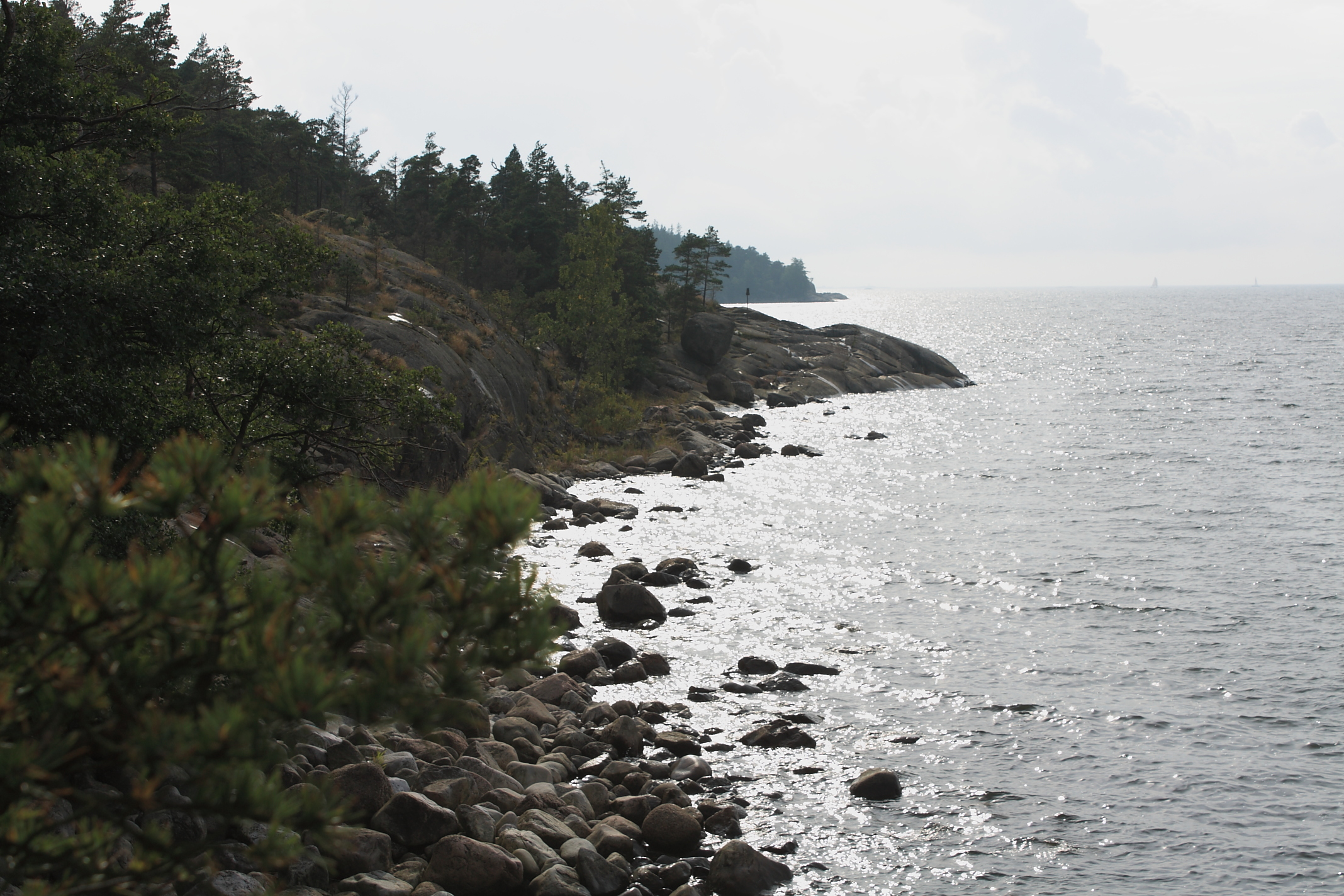
Porkkalanniemi has rocky costline

بوركالا (Porkkala) هي شبه جزيرة في خليج فنلندا يقع في كيركونومي في جنوب فنلندا.
شبه الجزيرة كانت عظيمة القيمة الاستراتيجية، كما لن يكون هناك المدفعية الساحلية القائمة قادرة على الوصول إلى أكثر من منتصف الطريق عبر خليج فنلندا. إذا كانت السلطة نفسها من شأنه أيضا أن السيطرة على الساحل الاستوني، وعلى الجانب الآخر من الخليج، فإنها عندئذ تكون قادرة على منع الوصول بحرية من سانت بطرسبورغ إلى بحر البلطيق بوركالا علاوة على ذلك، يقع على بعد 30 كم فقط من هلسنكي العاصمة الفنلندية، وتقوم قوة أجنبية هناك سيكون قادرا على ممارسة ضغط كبير على الحكومة الفنلندية.
في أيامنا هذه سواحل شبه الجزيرة هي شعبية مشاهدة الطيور مجالات الهجرة خلال فصل الربيع في القطب الشمالي مثل الإوز والطيور المائية الأخرى على مرورهم.